# Tipula (Savtshenkia) fragilis
Tipula (Savtshenkia) fragilis is een tweevleugelige uit de familie langpootmuggen (Tipulidae). De soort komt voor in het Nearctisch gebied.